# Natalya Gorelova
Pour les articles homonymes, voir Gorelova.
Natalya Borisovna Gorelova (russe : Ната́лья Бори́совна Горе́лова ; née Zaytseva, le 18 avril 1973 à Moscou) est une athlète russe spécialiste du demi-fond.

## Biographie

### Palmarès
| Date | Compétition                    | Lieu       | Résultat | Épreuve | Performance   |
| ---- | ------------------------------ | ---------- | -------- | ------- | ------------- |
| 1999 | Championnats du monde          | Séville    | 6e       | 800 m   | 1 min 57 s 90 |
| 2001 | Championnats du monde en salle | Lisbonne   | 3e       | 1 500 m | 4 min 11 s 74 |
| 2001 | Championnats du monde          | Edmonton   | 3e       | 1 500 m | 4 min 02 s 40 |
| 2001 | Finale du Grand Prix IAAF      | Melbourne  | 3e       | 1 500 m | 4 min 06 s 48 |
| 2003 | Championnats du monde en salle | Birmingham | 4e       | 1 500 m | 4 min 06 s 18 |

### Records
| Épreuve      | Épreuve      | Performance   | Lieu    | Date            |
| ------------ | ------------ | ------------- | ------- | --------------- |
| 800 mètres   | En plein air | 1 min 57 s 90 | Séville | 24 août 1999    |
| 800 mètres   | En salle     | 1 min 59 s 15 | Moscou  | 17 février 2001 |
| 1 500 mètres | En plein air | 3 min 59 s 70 | Monaco  | 20 juillet 2001 |
| 1 500 mètres | En salle     | 4 min 00 s 72 | Moscou  | 27 février 2003 |